# Erik Gustaf Brydolf
Erik Gustaf Brydolf, tidigare Brohmer, född 30 maj 1773 i Hogstads församling, Östergötlands län, död 18 december 1840 i Hällestads församling, Östergötlands län, var en svensk präst. 

## Biografi
Erik Gustaf Brydolf föddes 1773 på Mörby i Hogstads församling. Han var son till fältväbeln Anders Samuel Brohmer och Anna Catharina Sahlin. Brydolf blev student vid Uppsala universitet höstterminen 1795 och avlade filosofie magisterexamen 16 juni 1800. Han prästvigdes till extra ordinarie bataljonspredikant vid Livgrenadjärregementet 3 juni 1801. Brydolf avlade pastoralexamen 1802 och blev regementspastor vid Livgrenadjärregementet 1805. Han blev kyrkoherde i Hällestads församling 1808, tillträde 1810 och prost 16 november 1822. Brydolf avled 1840 i Hällestads församling.
Brydolf var känd som topografisk beskrivare och författare till en latinsk dissertation om Risinge socken i Östergötland.
Erik Gustaf Brydolf är stamfar till den svensk-amerikanska släkten Brydolf.

### Familj
Brydolf gifte sig första gången 27 april 1810 med Adriana Christina Norberg (1789–1811). Hon var dotter till kyrkoherden Anders Norberg och Sigrid Kolmodin i Söderköping. De fick tillsammans dottern Sigrid Gustava Adriana Brydolf som var gift med kyrkoherden Pehr Erik Rudebeck i Stora Åby församling.
Brydolf gifte sig andra gången 21 juli 1814 med sin svägerska Petronella Norberg (1788–1879). De fick tillsammans barnen författarinnan Adriana Brydolf (1815–1893) som var gift med kämnersnotarien Ludvig August Hollberg i Linköping, Hedvig Fredrica Brydolf (1818–1914) som var gift med överfältläkaren och författaren Carl Anton Wetterbergh, överstelöjtnant och konstnären Fabian Brydolf (1819–1897) i Burlington, Iowa och provinsialläkaren Gustaf Sigfrid Brydolf (1824–1876) i Örebro.